# Jonathan Tweet
Pour les articles homonymes, voir Tweet.
Jonathan Tweet (né en septembre 1965) est un auteur de jeu de rôle américain qui a participé au développement des jeux de rôle Ars Magica, Everway (en), Over the Edge, Talislanta, de la troisième édition de Dungeons & Dragons (D&D) et 13th Age, ainsi que du jeu de figurines à collectionner Dreamblade (en).
En 2015 Tweet a conçu Grandmother Fish (en), un ouvrage tout en couleur et de grand format au sujet de l'évolution destiné aux enfants d'âge préscolaire. En 2018 il a développé Clades et Clades Prehistoric, deux jeux de cartes pour enfants et adultes qui expliquent le concept de clade.

## Biographie

### Jeunesse
Natif de Rock Island (Illinois), Tweet est le fils de Roald Tweet (en), professeur émérite au Augustana College (en) et historien local populaire et de Margaret Tweet. Jonathan Tweet a commencé à jouer à D&D dans les années 1970, quand son père lui a offert son premier jeu de Dungeons & Dragons. Il a joué brièvement avec un groupe d'étudiants, bien qu'il déplore, « […] mais le MJ m'a tué… parce qu'il ne voulait pas d'un enfant de douze ans dans son groupe ». Tweet a alors formé son propre groupe de jeu en recrutant des camarades de classe. Tweet est diplômé de la promotion de l'école secondaire de Rock Island High School en 1983. Il s'est spécialisé en psychologie et en sociologie à l'université où ont étudié ses parents, le St. Olaf College du Minnesota.

### Carrière

#### Fin des années 1980
Jonathan Tweet et Mark Rein•Hagen ont fondé Lion Rampant en 1987, alors qu'ils étaient étudiants au St. Olaf College (en), où ils ont aussi rencontré Lisa Stevens qui a rejoint plus tard la société:232. Son article « Egyptian Magic for Call of Cthulhu » est paru dans Different Worlds (en) #47 (automne 1987), le dernier numéro du magazine:84. En 1987, Tweet et Rein•Hagen ont conçu le jeu Ars Magica, un jeu centré sur des magiciens au Moyen-Âge,:232–233. Tweet a quitté Lion Rampant et brièvement l'industrie du JdR en 1989 pour débuter une nouvelle carrière:234.

#### Années 1990
Tweet a écrit Festival of the Damned (1991), une aventure publiée par Atlas Games pour Ars Magica:252. Tweet a continué de faire jouer un groupe à Rock Island et a écrit au sujet de « Al Amarja » dans Alarums & Excursions (en) ; lorsque John Nephew (en) a vu ces articles dans A&E il a voulu publier le jeu, et le résultat a été Over the Edge (1992), le premier jeu original d'Atlas Games:253. Son développement de Over the Edge impliquait notamment des règles free-form et une approche subjective. Lisa Stevens a suggéré que Tweet révise les règles de Talislanta pour Wizards of the Coast et écrive la première nouvelle aventure ; le résultat a été une révision du Talislanta Guidebook (1992), qui a été bientôt suivie par son aventure The Scent of the Beast (1992):277. Tweet a écrit l'aventure Apocalypse (1993) pour la ligne Role Aids (en) de Mayfair Games (en):169. Nephew et Tweet ont aussi conçu On the Edge (en) (1994), un jeu de cartes à collectionner basé sur Over the Edge:253. Tweet est devenu employé à temps plein de Wizards of the Coast en juin 1994, et annoncé dans les nouvelles lignes de Wizards, dont la première a été Ars Magica, acquise récemment à la suggestion de Tweet:279. Tweet a conçu Everway (en), qui a d'abord été publié par Wizards of the Coast en 1995:254, 280. Après que Wizards of the Coast s'est éloigné des jeux de rôle, Tweet a travaillé sur Portal, un set de Magic: The Gathering destiné à aider les nouveaux joueurs à apprendre le jeu.

#### Années 2000
Tweet a été concepteur en chef de la troisième édition de Dungeons & Dragons:286,. Tweet, Monte Cook et Skip Williams ont tous les trois contribué au Player's Handbook (en), au Dungeon Master's Guide (en) et au Monster Manual (en) de la 3e édition, c'est alors que chaque concepteur a écrit un des ouvrages en se basant sur ces contributions. Tweet a supervisé l'équipe conceptrice de Chainmail Miniatures Game, tandis que Skaff Elias (en) s'est occupé du travail de conception principal, Chris Pramas (en) s'occupant du monde:289. Tweet est devenu chef du groupe miniatures, et Le Dungeons & Dragons Miniatures Game (2003) a été principalement le travail de Tweet, de Rob Heinsoo (en) et de Skaff Elias:292. Le 2 décembre 2008, Tweet a été licencié de Wizards of the Coast,.

#### Années 2010

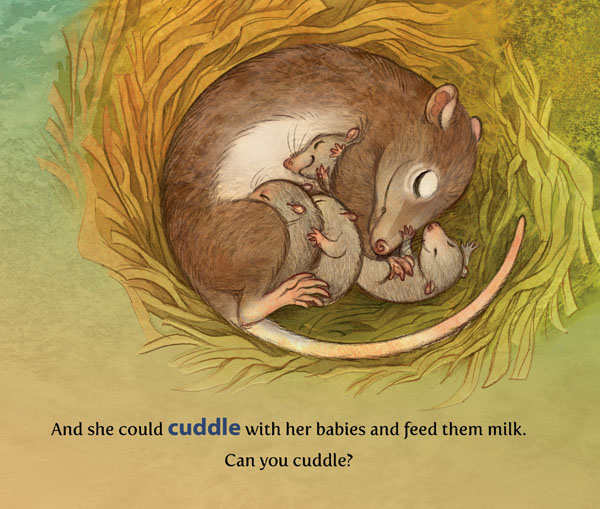
Notre ancêtre « Grand-mère Mammifère » fait des câlins à ses bébés et leur donne du lait ; tiré du livre Grandmother Fish. Illustration : Karen E. Lewis. Texte : Jonathan Tweet.

13th Age un JdR d20 System, conçu par Heinsoo et Tweet a été publié par Pelgrane Press (en) le 3 août 2013. La version préliminaire a été nommée pour le « RPG Geek RPG of the Year 2013 ».
En 2015 Tweet a publié Grandmother Fish (en), un ouvrage financé sur la plateforme Kickstarter décrit comme « le premier livre destiné à enseigner l'évolution aux enfants d'âge préscolaire ». Alors qu'il a été critiqué par des organisations créationnistes, il a été salué par les professeurs de sciences.
En 2018 Tweet, avec l'illustratrice scientifique pour enfants Karen Lewis, a sorti deux jeux de cartes, Clades et Clades Prehistoric. Ces jeux d'association d'animaux sont destinés à être utilisés comme des outils pour enseigner l'évolution. Clades Solo, une version informatique qui inclut à la fois des animaux préhistoriques et modernes, est sorti en 2019.
La troisième édition de Over the Edge, avec un nouveau background et de nouvelles règles, est sortie le 1er juin 2019.

### Vie personnelle
Tweet et son épouse Tracy ont déménagé à Seattle (Washington) en 1994. Tracy est décédée des suites d'une sclérose en plaques en 2008. Il est resté vivre dans la région de Seattle avec sa fille.

## Œuvres
Listes constituées d'après des sites de référence,,

### Jeux de rôle
- Over the Edge, 3rd Ed., Atlas Games (2019) : Concepts - Design
- 13th Age Glorantha, Chaosium (2018) : Design
- 13 True Ways (13th Age (d20 System)), Pelgrane Press (2014) : Design
- 13th Age (d20 System), Pelgrane Press (2013) : Design
- WaRP System Reference Document, Atlas Games (2012) : Design
- Monte Cook Presents: The Year's Best d20, Volume One (d20 System (generic)), Malhavoc Press (2005) : Contributing Author
- Ars Magica, Fifth Ed., Atlas Games (2004) : Creator
- Broken Covenant of Calebais, The (Ars Magica), Atlas Games (2004) : Author
- Men of the Sea: Sailor Heroes of Glorantha (HeroQuest), Issaries, Inc. (2004) : Original Material
- Unearthed Arcana (Dungeons & Dragons), Wizards of the Coast (2004) : Additional Design
- Dungeons & Dragons Dungeon Master's Guide v.3.5, Wizards of the Coast (2003) : Design Team - Other Contributions
- Dungeons & Dragons Miniatures Handbook, Wizards of the Coast (2003) : Design
- Dungeons & Dragons Monster Manual v.3.5, Wizards of the Coast (2003) : Design Team - Contributor
- Dungeons & Dragons Player's Handbook v.3.5, Wizards of the Coast (2003) : Design - Design Team - Other Contributions
- Pocket Magica (d20 System (generic)), Green Ronin Publishing (2003) : Design
- Kingdoms of Kalamar Player's Guide, Kenzer and Company (2002) : Additional Contributions
- Pocket Grimoire Arcane (d20 System (generic)), Green Ronin Publishing (2002) : Design
- Pocket Grimoire Divine (d20 System (generic)), Green Ronin Publishing (2002) : Design
- Unknown Armies, 2nd Ed., Atlas Games (2002) : Design Consultation and Inspiration
- Psionics Handbook (Dungeons & Dragons), Wizards of the Coast (2001) : Advice, Admonitions, and Great Ideas
- Sword and Fist (Dungeons & Dragons), Wizards of the Coast (2001) : Additional Design and Development
- Dungeons & Dragons Adventure Game, Wizards of the Coast (2000) : Design
- Dungeons & Dragons Dungeon Master's Guide, Wizards of the Coast (2000) : Design
- Dungeons & Dragons Monster Manual, Wizards of the Coast (2000) : Design
- Dungeons & Dragons Player's Handbook, Wizards of the Coast (2000) : Design
- Star Wars Roleplaying Game, Wizards of the Coast (2000) : System Design
- Festival of the Damned, Anniversary Ed. (Ars Magica), Atlas Games (1998) : Author
- Mage: The Sorcerers Crusade, White Wolf (1998) : Additional Concepts
- Over the Edge, 2nd Ed., Atlas Games (1997) : Concepts - Design
- Ars Magica, Fourth Edition, Atlas Games (1996) : Design
- Spherewalker Sourcebook (Everway), Rubicon Games, Inc. (1996) : Lead Developer - Contributing Author - System Design
- Everway, Wizards of the Coast (1995) : Design - Character Design
- Faeries (Ars Magica), Wizards of the Coast (1995) : Product Manager
- Myth of Self, The (Over the Edge), Atlas Games (1995) : Design
- Black Spine (Dark Sun), TSR, Inc. (1994) : Design
- Friend or Foe? (Over the Edge), Atlas Games (1994) : Design - Development and Editing
- Houses of Hermes (Ars Magica), Wizards of the Coast (1994) : Design - Concepts
- Lion of the North: The Loch Leglean Tribunal (Ars Magica), Wizards of the Coast (1994) : Development Director
- Strangers in Prax (RuneQuest), Avalon Hill (1994) : Author
- With a Long Spoon (Over the Edge), Atlas Games (1994) : Editing
- Apocalypse (Role Aids), Mayfair Games Inc. (1993) : Author
- Creative Campaigning (Advanced Dungeons & Dragons), TSR, Inc. (1993) : Design
- Over the Edge Players' Survival Guide, Atlas Games (1993) : Design - Additional Material - Inspiration - Interior Artist
- Unauthorized Broadcast (Over the Edge), Atlas Games (1993) : Editing
- City of Gold (Forgotten Realms), TSR, Inc. (1992) : Design
- New Faces (Over the Edge), Atlas Games (1992) : Design
- Over the Edge, Atlas Games (1992) : Concepts - Design
- Talislanta Guidebook, 3rd Ed., Wizards of the Coast (1992) : Design
- A Winter's Tale (Ars Magica), White Wolf (1991) : Devil's Advocate
- Faeries (Ars Magica), White Wolf (1991) : Author
- Festival of the Damned (Ars Magica), Atlas Games (1991) : Design
- Ars Magica, Lion Rampant (1989) : Game Design and Development - Cartography and Character Sheets - Layout

### Autres jeux
- Clades Solo, Atlas Games (2019) : Design
- Clades Prehistoric, Atlas Games (2018) : Design
- Clades, Atlas Games (2018) : Design
- Magic: The Gathering, 9th Ed., Wizards of the Coast (2005) : Core Game - Development Contribution
- Surviving On the Edge, Atlas Games (1995) : Contributor
- On the Edge, Atlas Games (1994) : Design

### Livre pour enfants d'âge préscolaire
- Grandmother Fish, Feiwel & Friends Macmillan (2015) : Author

### Nouvelles
- « Deathbringer, The » (Magic: The Gathering) in The Myths of Magic : Author

- « Heroes of Alpha Complex, The » (Paranoia) in Shadis #30 : Author

### Quelques articles et aides de jeu
- « Critical Threats: Hungash » in Dungeon #100 (Jul 2003) : Author
- « Dungeon of the Fire Opal » in Dungeon #84 (Jan/Feb 2001) : Author
- « Fate of the Grog, The » in White Wolf Magazine #14 (Feb 1989) : Author
- « Giving the Devil His Due » in White Wolf Magazine #23 (Oct/Nov 1990) : Author
- « Houses of Hermes, The » in White Wolf Magazine #16 (Jun/Jul 1989) : Author
- « How to Design a Feat » in Dragon #275 (Sep 2000) : Author
- « Mastering Chance » in Dragon #280 (Feb 2001) : Author
- « Omega World » in Polyhedron #153 (Sep 2002) : Game Design
- « One Roll to Rule Them All » in Dragon #274 (Aug 2000) : Author
- « Order of Hermes: The Enigmatic Society of Wizards » in White Wolf Magazine #11 : Author
- « Powerful Characters and Their Families or My Son, the Adventurer » in White Wolf Magazine #47 : Author
- « Scope of Magic, The » in White Wolf Magazine #13 (Dec 1988) : Author
- « Skill Mastery » in White Wolf Magazine #15 (Apr/May 1989) : Author
- « Sneak Preview: D&D; Miniatures » in Dragon #311 (Sep 2003) : Author
- « Wedding Bells » in Dungeon #89 (Nov/Dec 2001) : Author
- « Wizard Archetypes » in White Wolf Magazine #19 (Feb/Mar 1990) : Author